# Christian Crusius (Historiker)
Christian Crusius (* 8. April 1715 in Wohlbach; † 7. Februar 1767 in Wittenberg, Sachsen-Anhalt) war ein deutscher Rhetoriker und Historiker.

## Leben
Crusius besuchte die Gymnasien in Halle (Saale) und Zeitz, immatrikulierte sich an der Universität Leipzig, wo er als Schüler von Johann Jacob Mascov sich für die Erforschung der Altertümer begeisterte. Nachdem er seine Studien 1738 beendet hatte, ging er 1740 nach Sankt Petersburg, wo er an der dortigen Akademie Vorlesungen zu Geschichte, Antiquitäten und Literaturgeschichte hielt und Mitglied der Akademie wurde. 1746 übernahm er als Nachfolger von Gottlieb Siegfried Bayer eine Professur der Rhetorik und Mathematik. Mit der dortigen Stellung unzufrieden trat er 1751 eine Professur der Rhetorik an der Universität Wittenberg als Nachfolger Johann Wilhelm von Berger an.
In Wittenberg wurden seine Kenntnisse in den römischen und griechischen Altertümern und in der lateinischen Poesie gerühmt. Seine Wittenberger Vorlesungen umfassten Literatur, deutsche Geschichte und deutsches Staatsrecht, lateinische Sprache und Stil. Deutsches Staatsrecht wurde in Wittenberg seine Lieblingswissenschaft, zum Ärger der Juristen, die von einem Eingriff in ihre Vorrechte sprachen. Er wirkte mit Rezensionen zu den Altertümern und zur Historie an den „Acta Eruditorum“ mit, deren Mitarbeiter er schon in seiner Leipziger Zeit gewesen war. Seine „Probabilia critica“ zu klassischen Schriftstellern verschafften ihm in der gelehrten Welt, namentlich in Holland, den Ruhm eines scharfsinnigen Kritikers. In Wittenberg selbst wurden ihm von seinen Kritikern seine Trunksucht und seine zerrütteten häuslichen Verhältnisse vorgehalten.

## Werke (Auswahl)
- Probabilia Critica, In Qvibvs Veteres Graeci Et Latini Scriptores Emendantvr Et Declarantvr. Fritsch, Leipzig 1753. (Digitalisat)
- Opuscula Ad Historiam Et Humanitatis Litteras Spectantia. Richter, Altenburg 1767. (Digitalisat)